# Раймонд Моріяма
Раймонд Моріяма (англ. Raymond Moriyama; (11 жовтня 1929 , Ванкувер, Британська Колумбія  — 1 вересня 2023 , Торонто ) — канадський архітектор японського походження.
Народжений у Канаді, він був інтернований разом із матір'ю під час Другої світової війни через японське походження. Раймонд Моріяма здобув ступінь бакалавра архітектури в університеті Торонто в 1954 році і ступінь магістра архітектури в галузі урбанізації в університеті Макгілла в 1957 році.
У 1985 році був нагороджений орденом Канади в ступені офіцера. Він також нагороджений орденом Онтаріо.
Він є членом ради Університету Брока в Торонто, для якого з 1970-х років і до останнього розширення він проєктував багато будівель.
Раймонд Моріяма є одним із засновників міжнародно визнаної фірми Moriyama & Teshima Architects, розміщеної в Торонто.

## Відомі об'єкти
- Японсько-канадський культурний центр в Торонто, (1958)
- Науковий центр Онтаріо, (1964)
- Громадський центр Оттави, (1968)
- Громадський центр Скарборо, Онтаріо, (1969)
- Дослідницька бібліотека Торонто, (1973)
- Колегіальний інститут Альберта Кемпбелла, Скарборо, Онтаріо, (1976)
- Science North в Садбері, Онтаріо, (1980)
- Центральна бібліотека району Норт-Йорк, (1987)
- Музей взуття Баті в Торонто, (1991)
- Посольство Канади в Токіо, (1991)
- Національний музей Саудівської Аравії в Ер-Ріяді (1999)
- Канадський воєнний музей (2005)
- Французька школа Торонто (розширення)
- Сенека-коледж Університету Йорк у Торонто, Онтаріо
- Варі-Голл у Йоркському університеті, Північний Йорк, Онтаріо
- Окружна бібліотека Альберта Кемпбелла в Торонто, Онтаріо
- Центр Норт-Йорка в Торонто, Онтаріо
- Казино Рама
- Районна бібліотека Барнемторпа в Міссіссазі, Онтаріо.

## Галерея

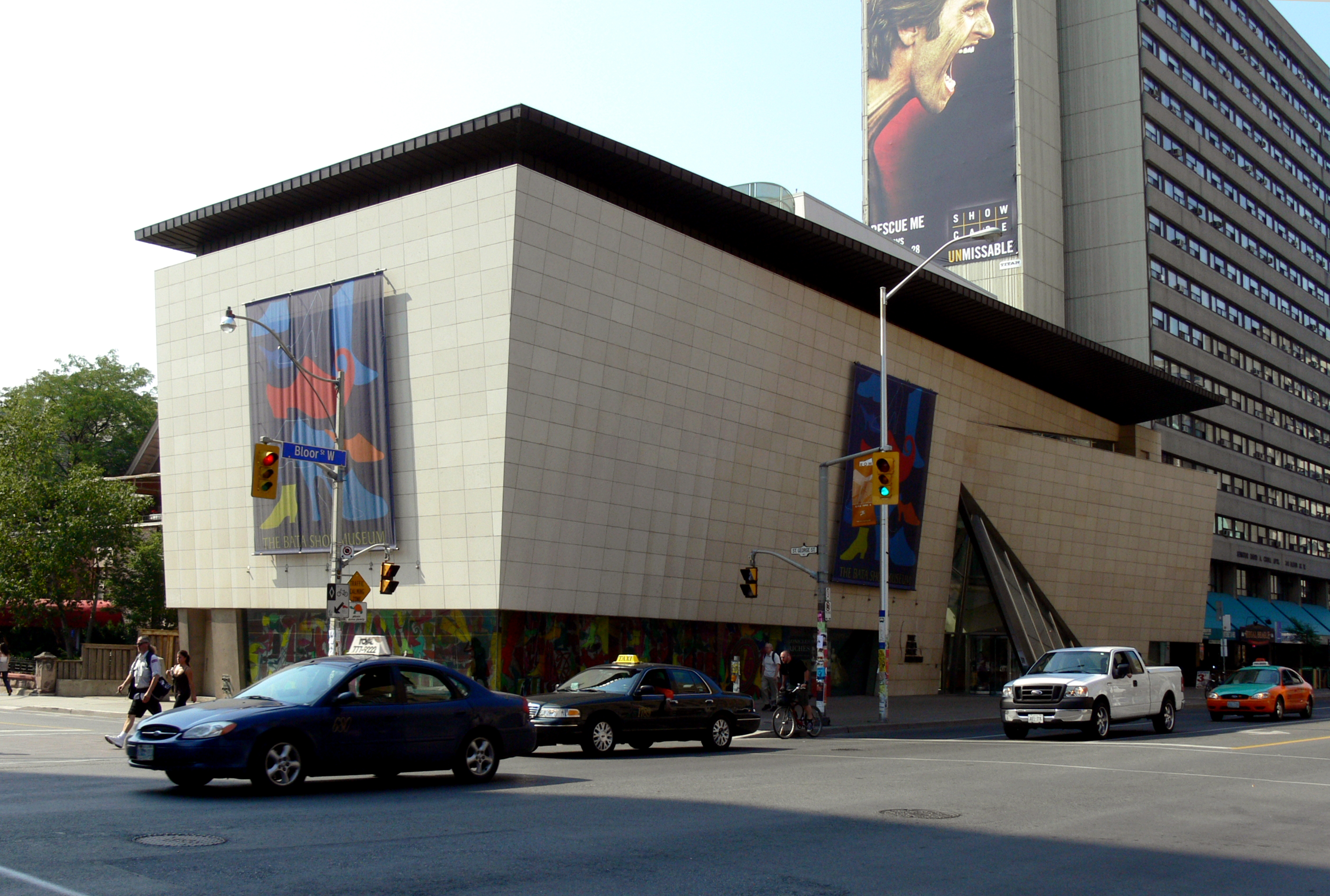
Bata Shoe Museum, (1991) Toronto, Ontario
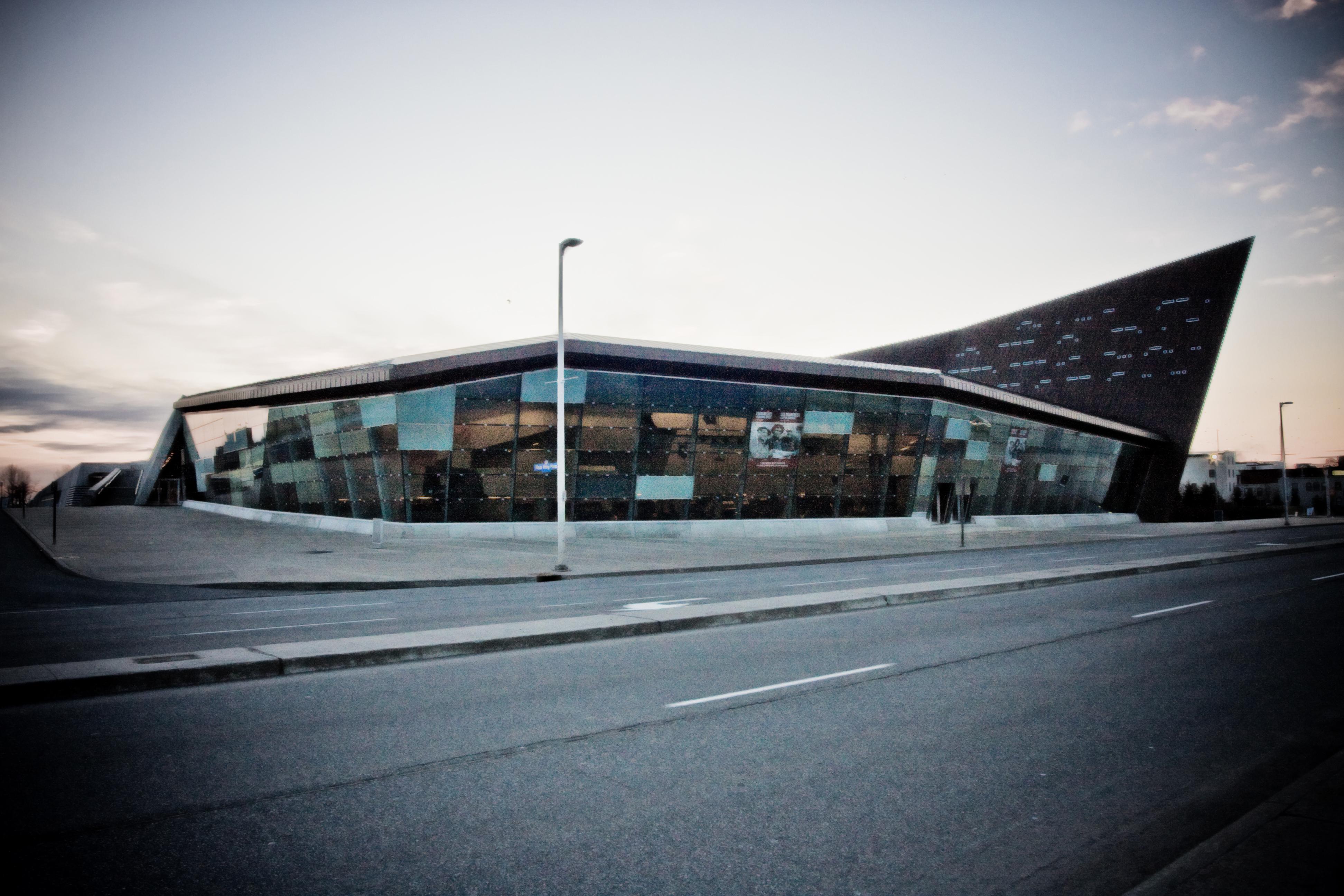
Canadian War Museum, Ottawa (2005)
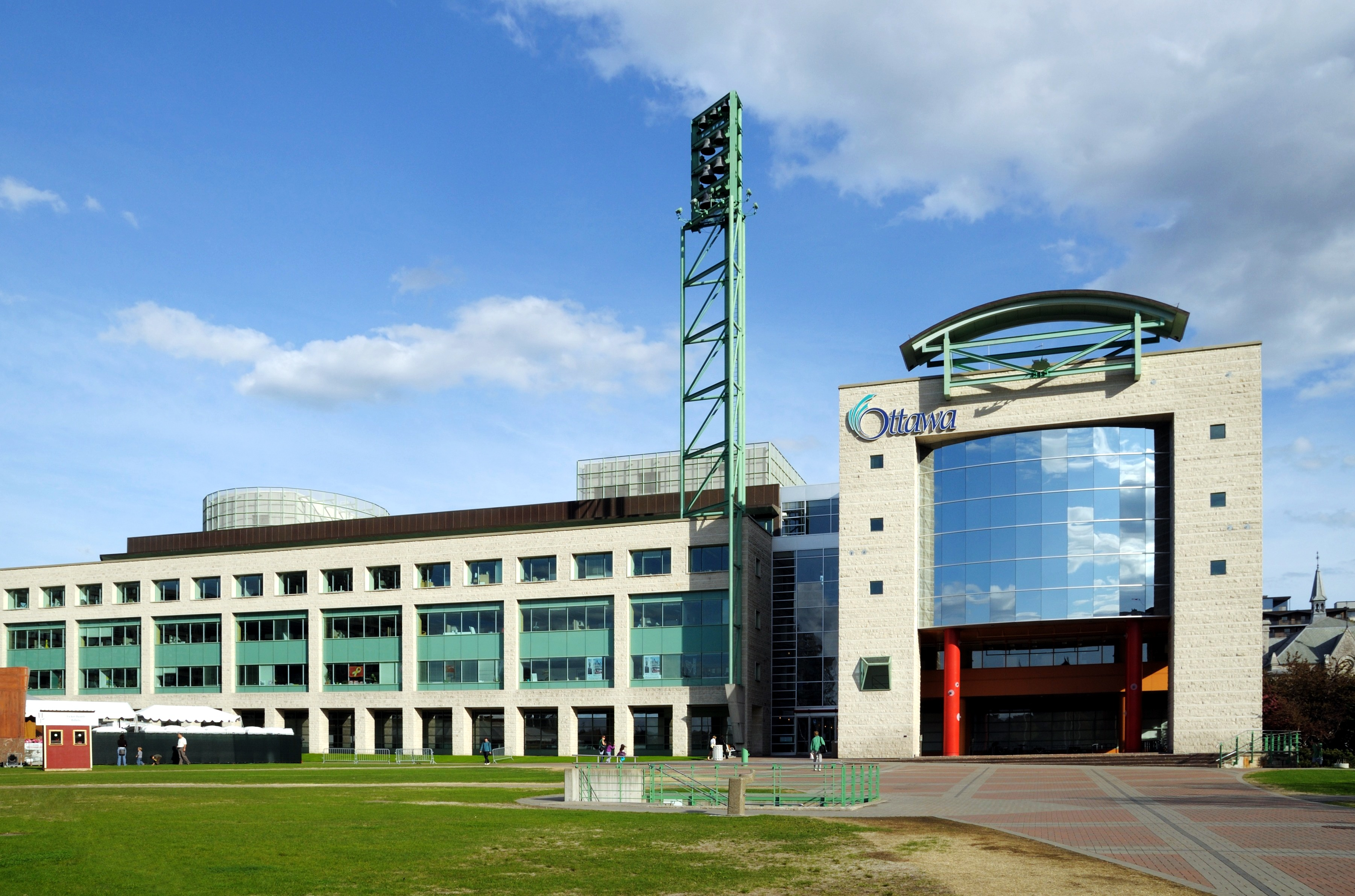
Ottawa City Hall (1990)
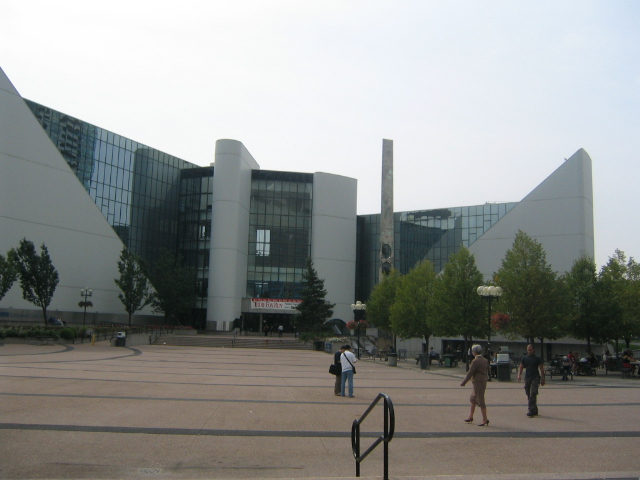
Scarborough Civic Centre (1973)
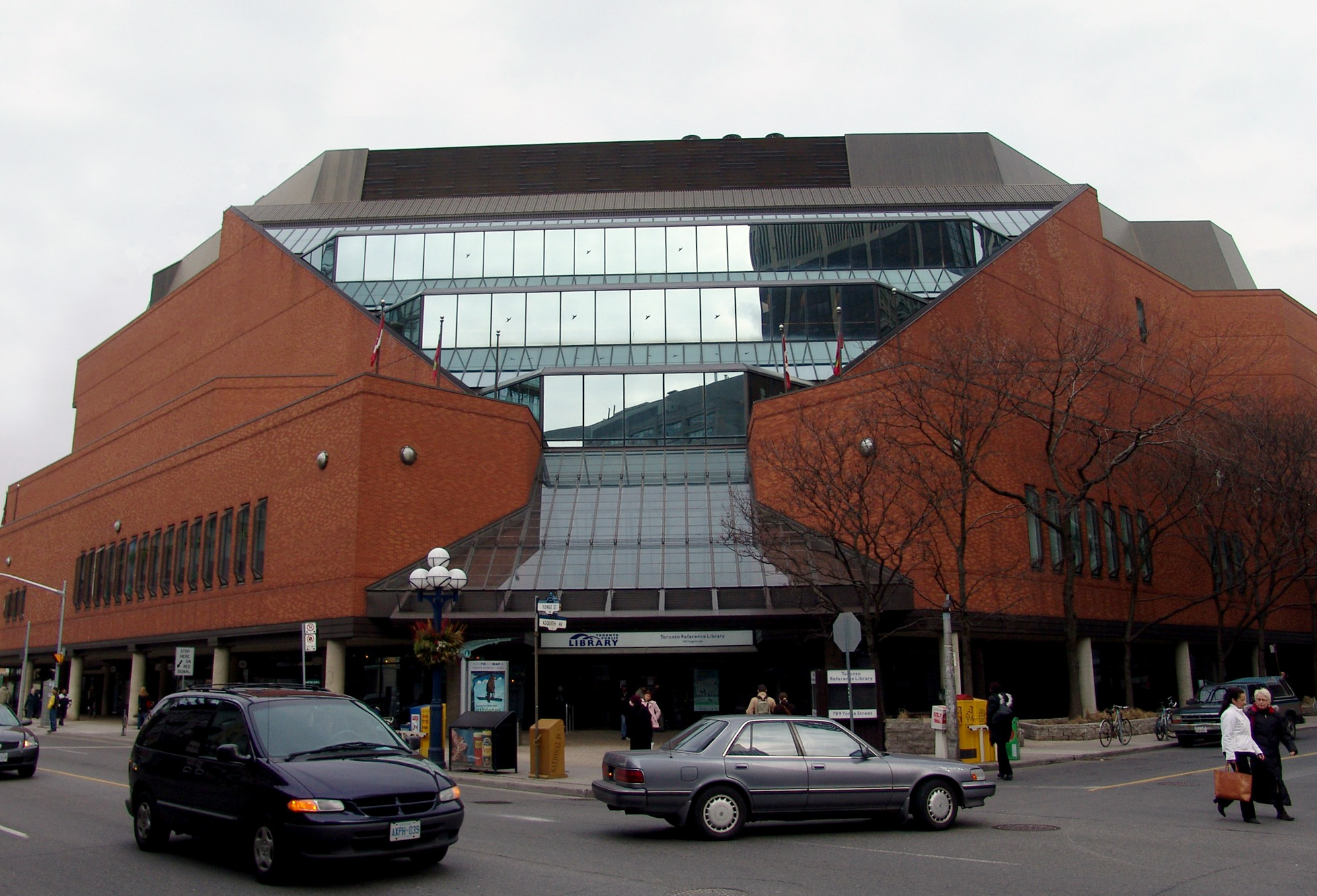
Toronto Reference Library (1977)
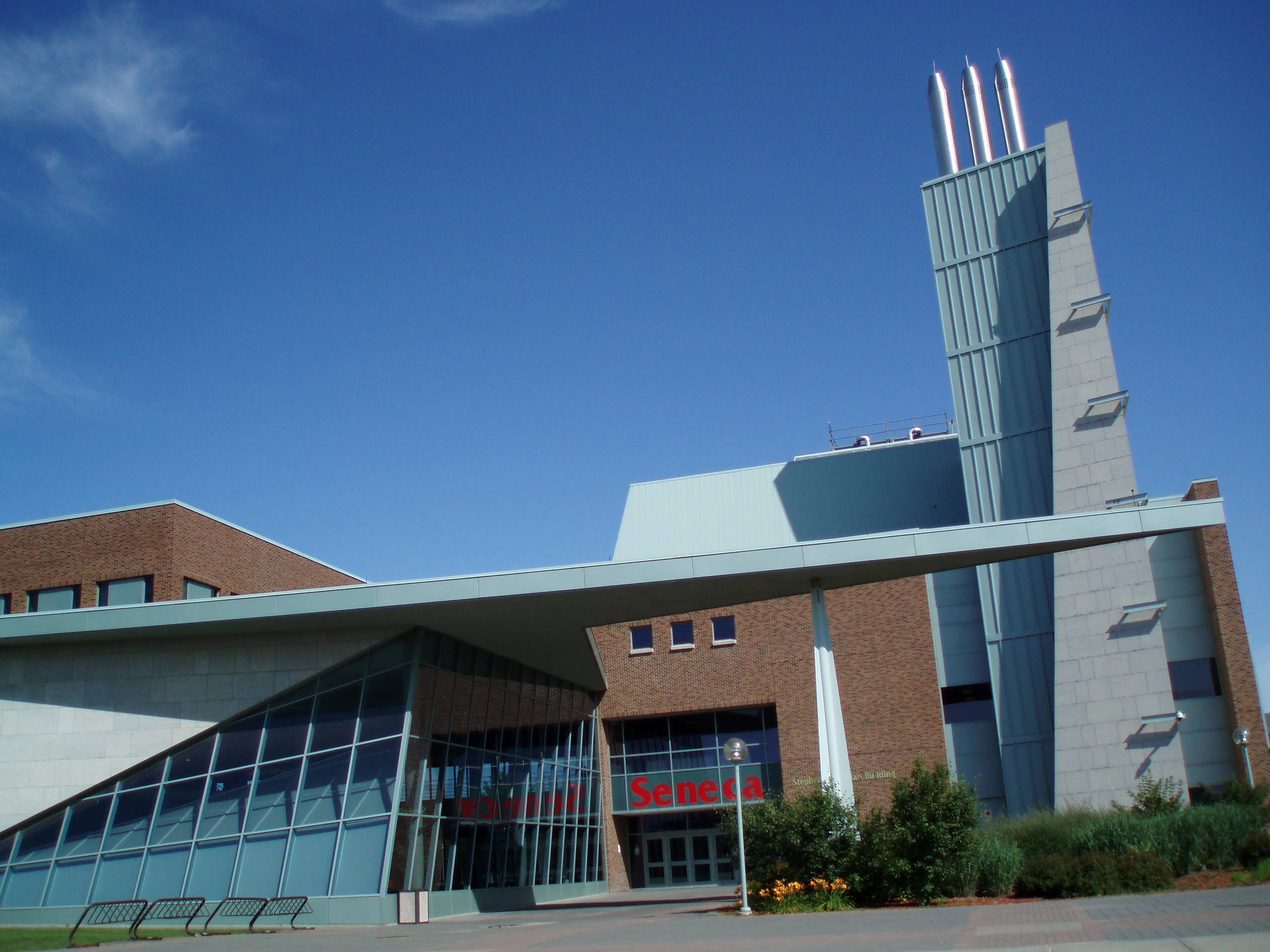
Seneca College, York Campus, Toronto (1999)
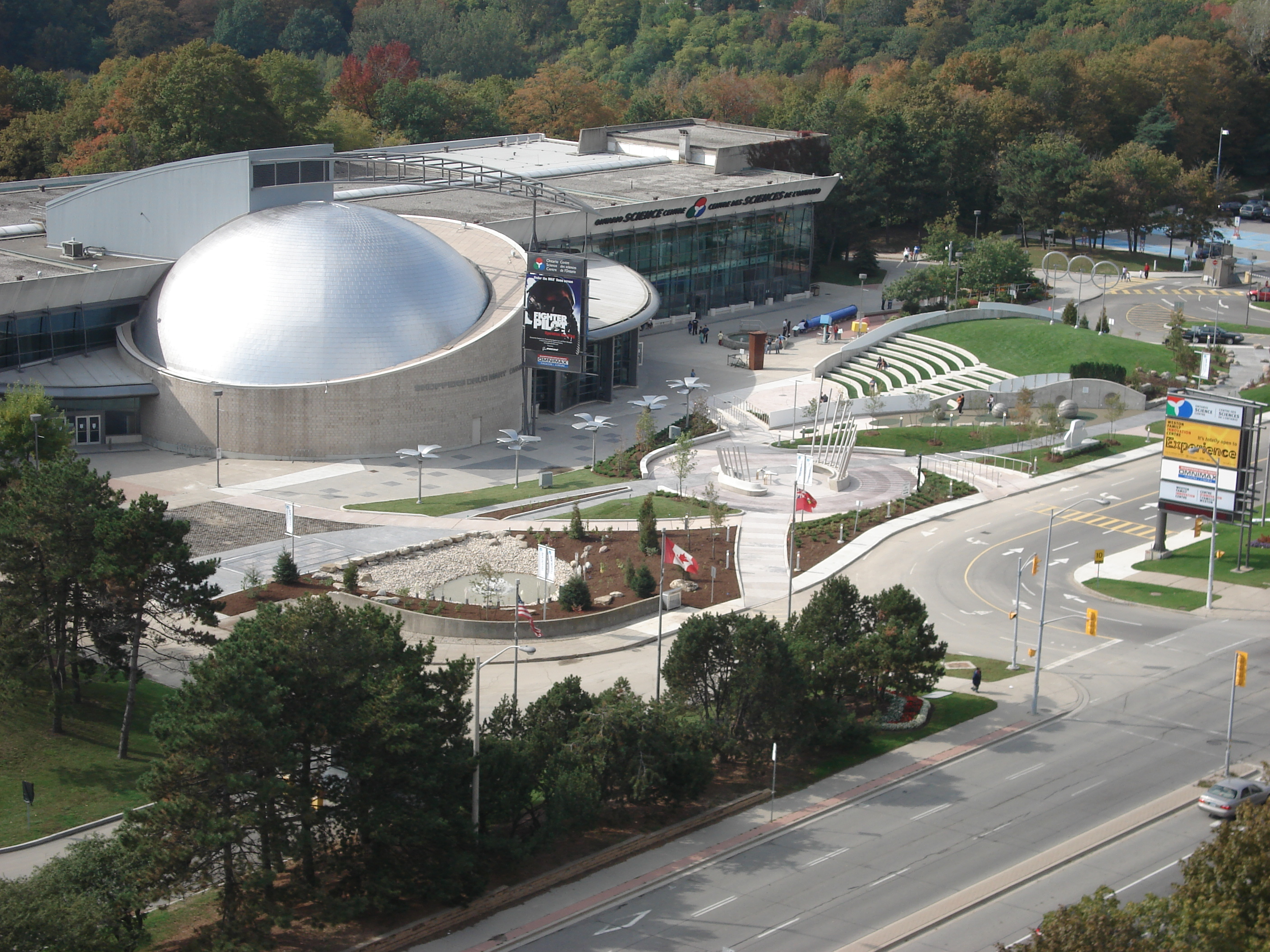
Ontario Science Centre, Toronto (1964)
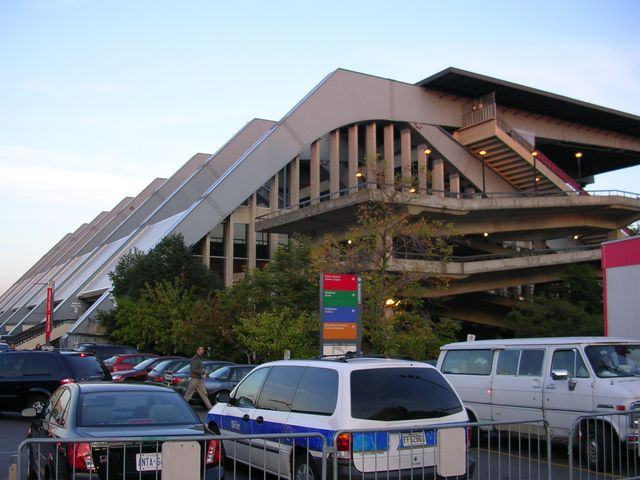
Ottawa Civic Centre (1968)
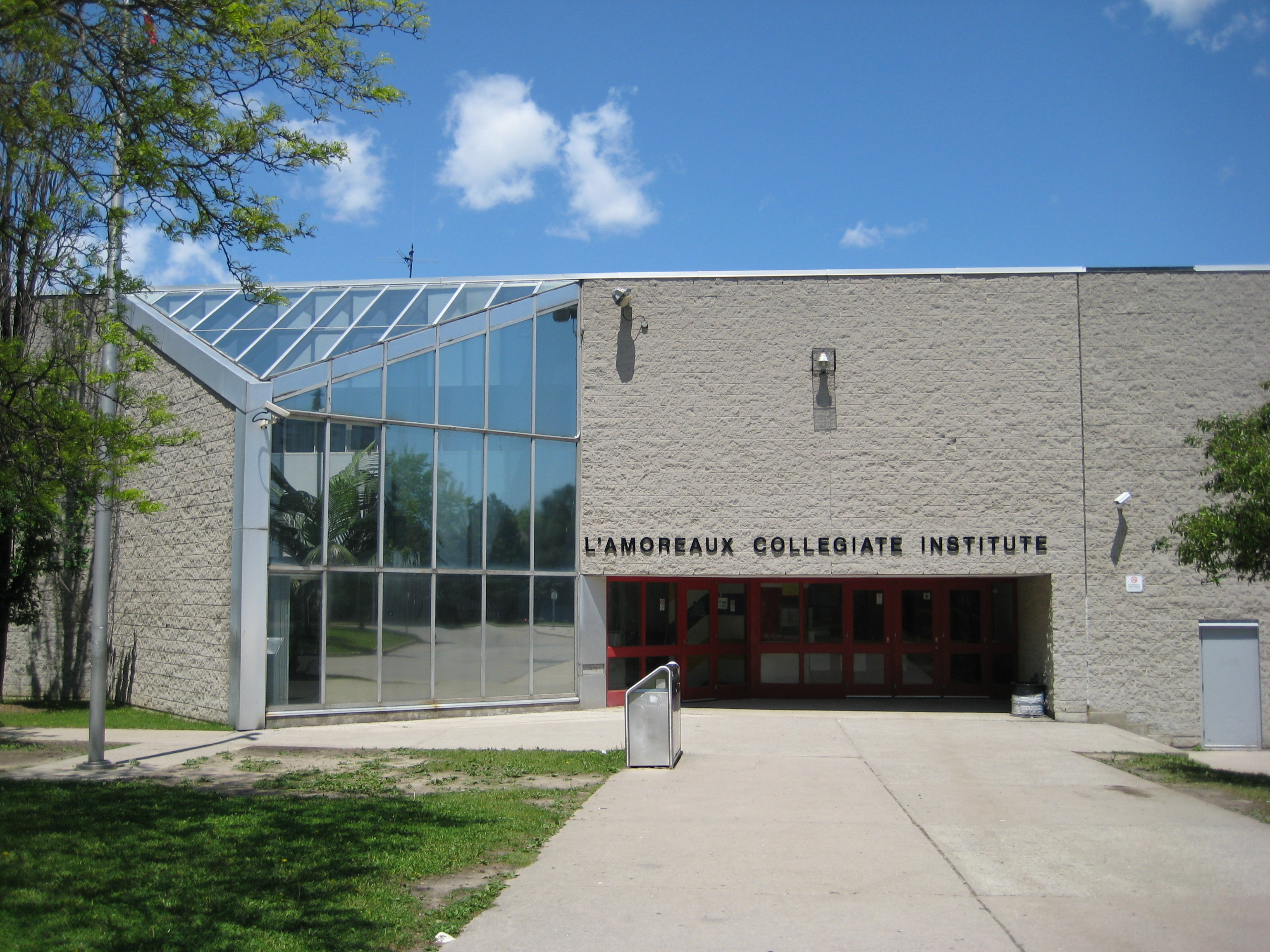
L'Amoreaux Collegiate Institute, Scarborough, Ontario, (1973)
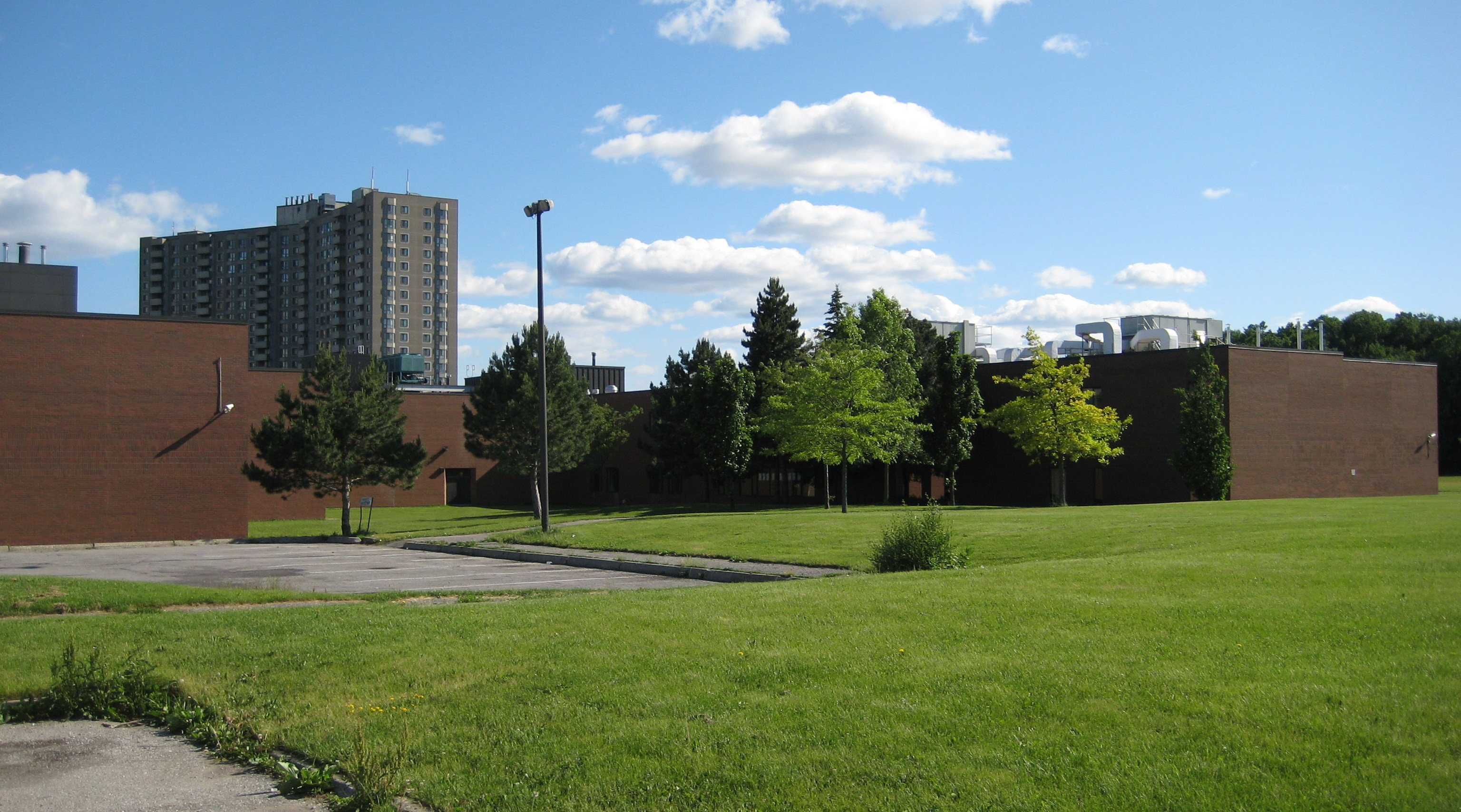
Albert Campbell Collegiate Institute, Scarborough, Ontario, (1976)
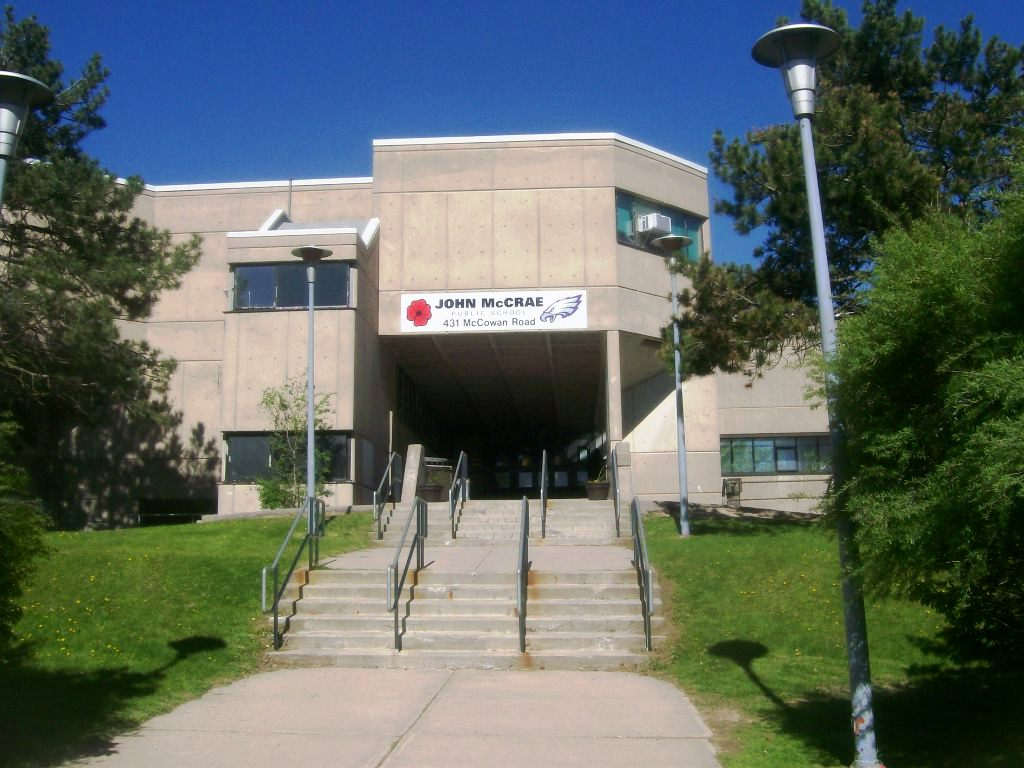
John McCrae (Senior) Public School Scarborough, Ontario, (1969)
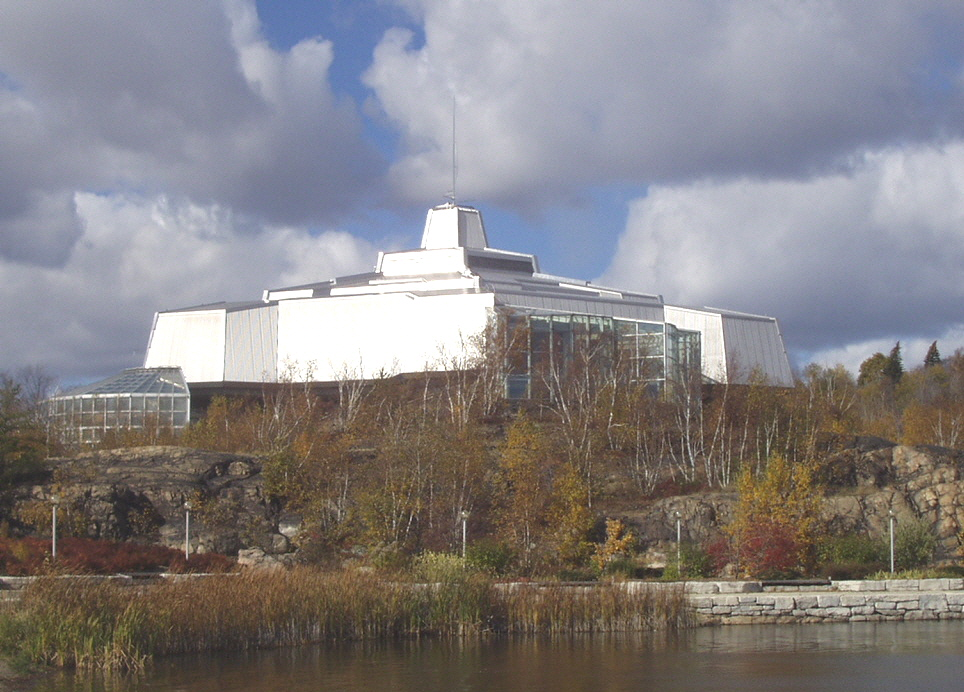
Science North in Sudbury, Ontario, (1980)
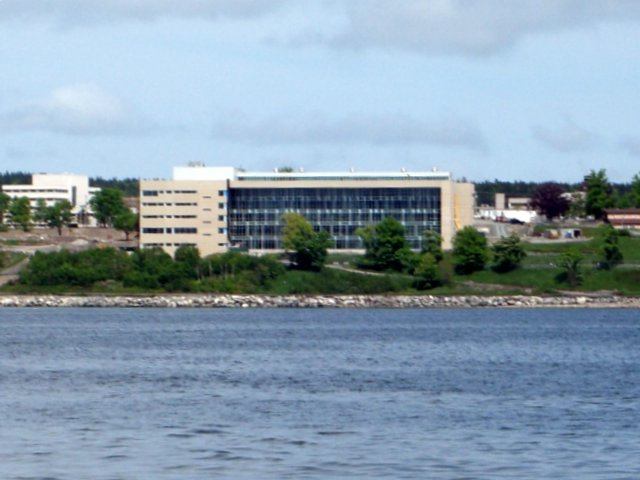
Nova Scotia Community College,  Waterfront Campus (with Barrie and Langille Architects)
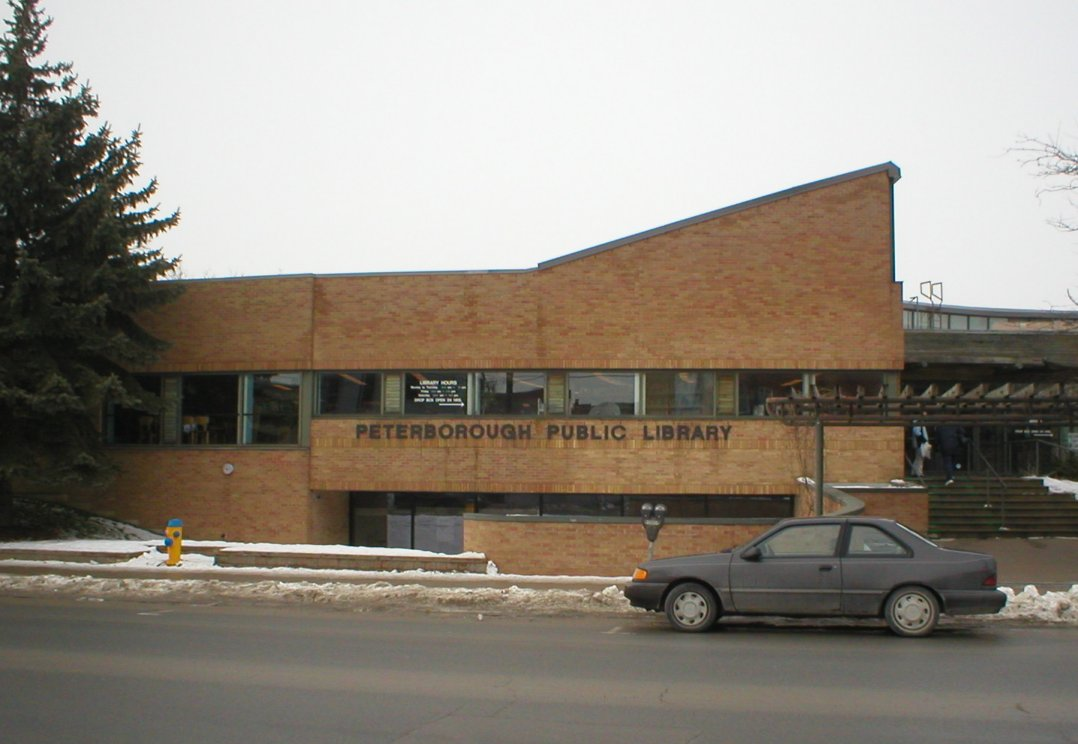
Peterborough Public Library, (1980) Peterborough, Ontario
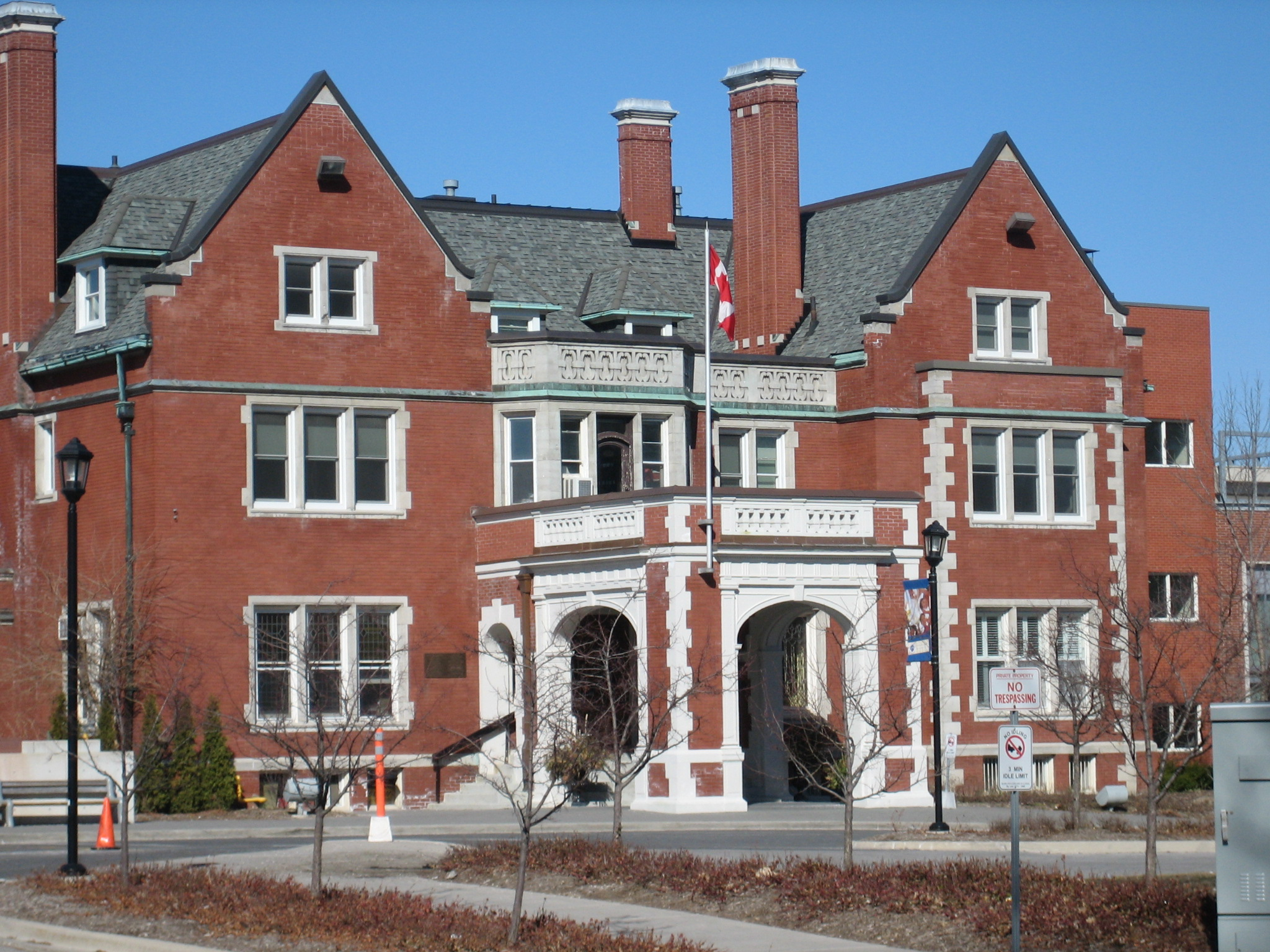
Toronto French School - new additions
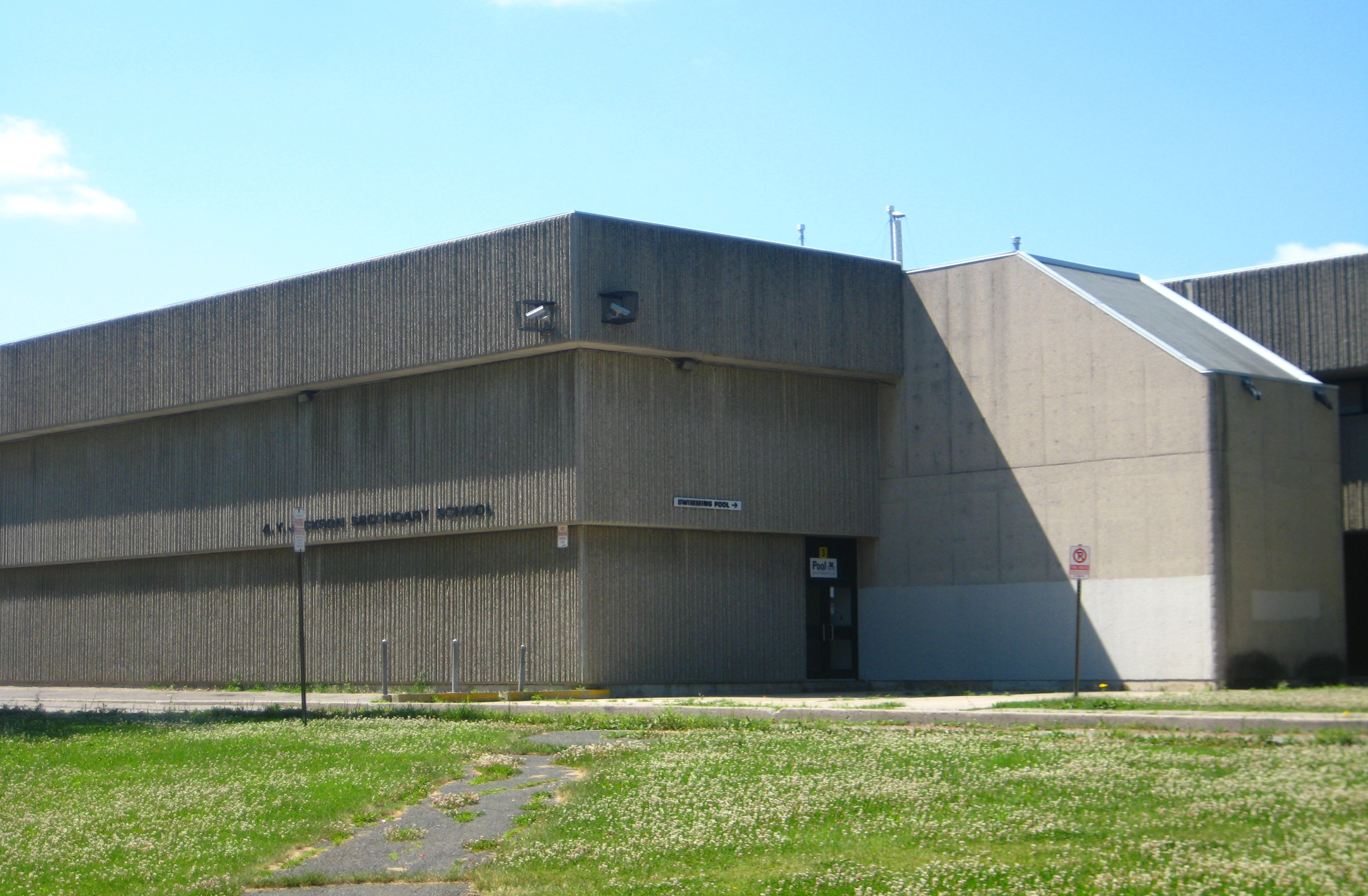
A.Y. Jackson Secondary School, (1970) North York, Ontario